# Gladys Verhulst
Gladys Verhulst (født 2. januar 1997) er en fransk professionel cykelrytter, som kører for AG Insurance-Soudal Team.